# Чуриков, Иван Алексеевич
Ива́н Алексе́евич Чу́риков (известен также как Братец Иоанн или Иоанн Самарский; 15 января 1861, деревня Передовой Посёлок Александро-Гайская волость, Новоузенский уезд, Самарская губерния — 8 октября 1933) — основатель российского религиозного движения, известного как чуриковцы.

## Биография
С 7 до 14 лет Чуриков жил в Самаре, где воспитывался и был в услужении у своего дяди Николая, который торговал рыбой и бакалейными товарами.
В детстве и юности Чуриков неоднократно участвовал в «беседах» — религиозных собраниях крестьян в праздничные дни (в то время в Поволжье было распространено такое религиозное направление как беседники). Впоследствии такие беседы стали прообразом его собственных собраний.
Чуриков женился, стал содержателем трактира, но его жена психически заболела, а сам он практически разорился. Чуриков решил, что это Божье наказание, в 1889 году он распродал остатки имущества, раздал вырученные деньги нищим и отправился странствовать. В 1892 году он стал носить вериги.
В 1884 году Чуриков поселился в Санкт-Петербурге, где в помещении башмачной мастерской на Лиговке начал проповедовать среди городской бедноты, причём главным мотивом этих проповедей был вред пьянства. У Чурикова появилось множество приверженцев.
С лета 1893 года Чуриков около года жил в Кронштадте, где его, возможно, благословил Иоанн Кронштадтский (по крайней мере, так утверждают последователи Чурикова).
Чуриков неоднократно задерживался полицией, которая требовала от него прекратить проповеди. В феврале 1897 года Чуриков был выслан на родину «за устройство бесед, противных духу православного вероучения», а также за выступления против проводившейся в то время всеобщей переписи населения (Чуриков говорил, что «всякая перепись приносит народу бедствия, как то было во времена ветхозаветные при Давиде и во время явления Спасителя при Ироде»).
После высылки из Петербурга Чуриков поселился в Новоузенске, где у него также появились последователи. Его вновь задержала полиция, он был допрошен самарским губернатором, а затем по рекомендации митрополита Санкт-Петербургского Палладия его отправили в Самарскую больницу для душевнобольных, где он пробыл почти полгода, но после освидетельствования местными врачами был признан ими «чистейшим жуликом и шарлатаном» и выписан.
После этого Чуриков вернулся в Петербург, где вместе с юристами попытался создать «Общество ревнителей Православной веры». Но при попытке регистрации общества 10 мая 1900 года Чуриков был арестован и на четыре месяца заключён в тюрьму Спасо-Ефимьева монастыря в Суздале по обвинению в сектантстве. Он был освобожден из заключения по указу императора благодаря заступничеству либерально настроенных петербуржцев и священника Спасо-Преображенской церкви на Петроградской стороне о. Василия Лебедева.
После освобождения Чуриков пошёл работать сиделкой в приют, где занялся проповедями среди его обитателей. Петербургские купцы помогли ему приобрести дом на Петровском острове, где по воскресениям устраивались массовые (до 2000 человек) трезвеннические собрания. Затем Чуриков организовал строительство двухэтажного особняка в Обухове, который был назван «Молитвенный дом братца Ивана Чурикова». Врачи отмечали эффект от деятельности Чурикова, доктор С. Тривус даже отсылал своих неизлечимых пациентов-алкоголиков к Чурикову.
В 1905 году Чуриков купил надел земли в распродаваемом имении Ново-Петровское близ Вырицы для создания колонии трезвенников. В 1908 г. колония была зарегистрирована как «Общество взаимной помощи». Это было хорошо организованное товарное хозяйство по производству мясных и молочных продуктов, половина земли использовалась для выращивания хлебов. Колонией даже был приобретён первый в Петербургской губернии трактор. В 1910 году чуриковцы стали вегетарианцами. 8 января 1911 года министр внутренних дел Пётр Столыпин утвердил устав «Всероссийского трудового союза христиан-трезвенников».

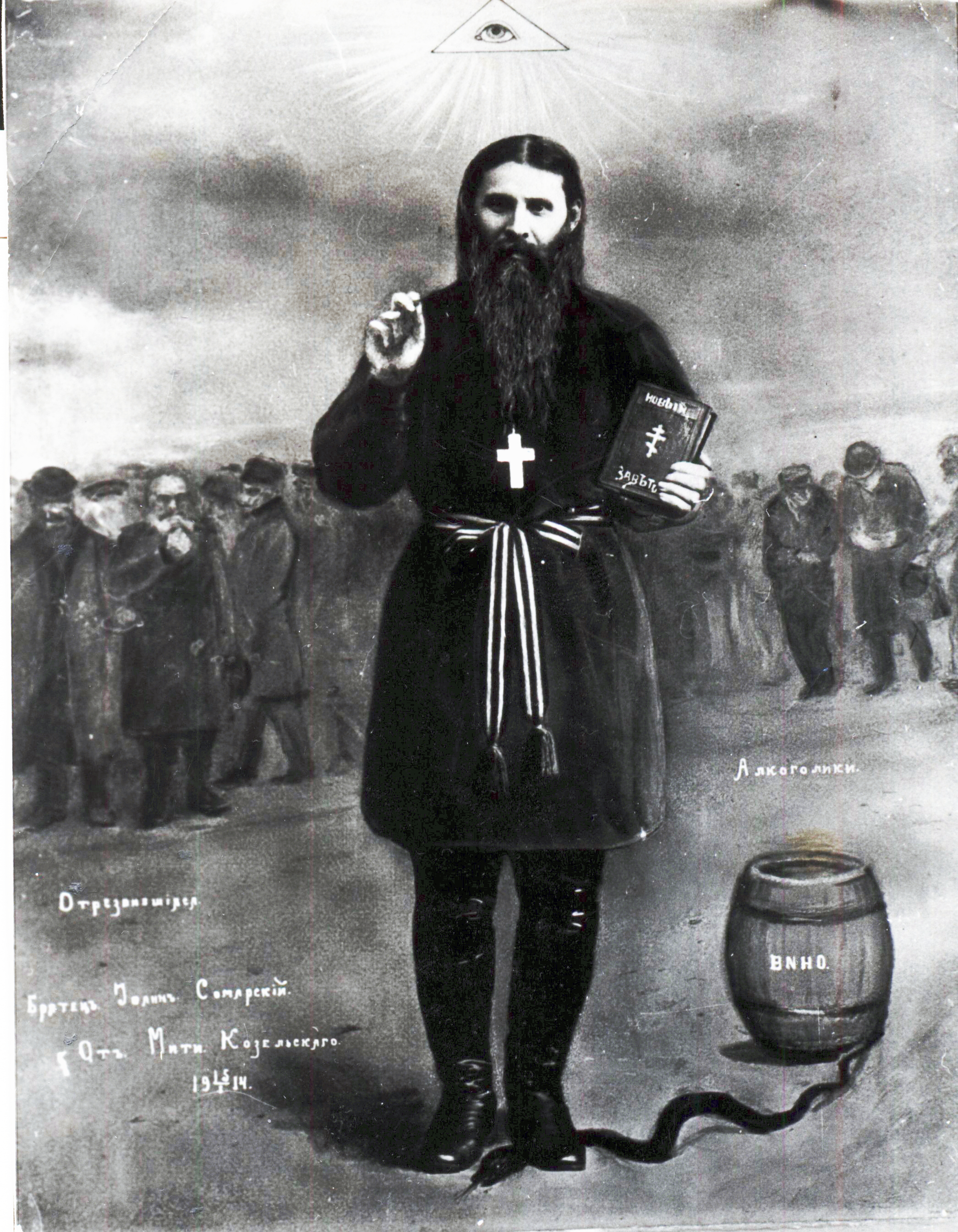
Митя Козельский. Иоанн Самарский (Чуриков). Копия картины, созданной Митей Козельским и подаренной Чурикову, которая распространялась последователями трезвого образа жизни с 15 января 1914 года

В октябре 1912 года Чуриковым была открыта школа, просуществовавшая год, однако в 1913 году петербургский градоначальник запретил ему вести религиозные беседы. В марте 1913 года миссионерский совет объявил Чурикову, что если сроком до 1-го августа он не покается в заблуждениях, то будет лишён причастия. 27-го апреля 1913 года состоялась застенографированная беседа епископа Никодима[какого?] с Чуриковым. В 1914 году был издан указ Петроградской духовной консистории о признании Чурикова сектантом.
После Февральской революции 1917 года Временное правительство разрешило Чурикову продолжать беседы и проповеди в его доме в Обухове. В 1918 году «Общество трезвенников» было преобразовано в официально зарегистрированную исполкомом Петросовета сельскохозяйственную «Трудовую Коммуну трезвенников Братца Иоанна Чурикова».
В сентябре 1923 года обновленческие лидеры А. И. Введенский и А. И. Боярский начали переговоры с Чуриковым. В декабре 1923 года Чуриков и его сторонники присоединились к обновленческой церкви. Однако вскоре Чуриков разочаровался в обновленчестве и прервал контакты с представителями всех православных церковных структур.
На областной сельскохозяйственной выставке 1924 года коммуна чуриковцев была награждена дипломом за свои достижения. Когда в январе 1924 года умер В. И. Ленин, то в общине чуриковцев была прервана проповедь, и Иван Чуриков почтил речью память ушедшего вождя, а затем все дружно спели усопшему «Вечную память».
В 1928 году дом общины в Обухове был закрыт и опечатан милицией, а земли и инвентарь коммуны были переданы новообразованному совхозу «Красный семеновод». Чуриков и оставшиеся его последователи были вынуждены снова переселиться в Вырицу.
Проповеди Чурикова в Вырице продолжались до апреля 1929 года, когда он был арестован ОГПУ. В сентябре 1929 года он был приговорен Особым Совещанием при коллегии ОГПУ к трём годам заключения по обвинению в контрреволюционной агитации и помещён в Ярославский политизолятор. 7 марта 1932 года срок заключения ему был продлён ещё на три года.
По официальным сведениям, Чуриков скончался 8 октября 1933 года при отправке в Бутырскую тюрьму. Место его захоронения неизвестно.